# Selección femenina de fútbol del Líbano
La selección femenina de fútbol del Líbano (en árabe: المنتخب اللبناني لكرة القدم النسائي‎) representa a Líbano en las competiciones internacionales de fútbol femenino. Fue creada oficialmente por la Federación de Fútbol de Líbano en el año 2005.
Actualmente está dirigida por Hagop Demirjian, y su mejor resultado fue terminar segundo en el Campeonato de la WAFF 2022. No ha conseguido la clasificación para disputar el Mundial, los Juegos Olímpicos o la Copa Asiática hasta la fecha.

## Trayectoria
Conocida como «Las Chicas de Cedro» (en árabe: صبايا الأرز‎), la selección nacional femenina del Líbano se formó en 2005. Junto con Jordania, Irán, Palestina y Siria, es una de las primeras selecciones nacionales femeninas de la Confederación Asiática de Fútbol. Su primer partido fue una derrota por 12:0 contra Argelia en el Campeonato Árabe Femenino 2006. Terminaron en último lugar después de tres partidos sin haber marcado un solo gol. Su primera campaña del Campeonato femenino de la WAFF fue en 2007; Después de dos derrotas por 3:0, primero contra Jordania y luego contra Irán, Líbano venció a Siria por 7:0 y terminó en tercer lugar en el torneo.
En su segundo Campeonato Femenino de la WAFF en 2011 se empataron con Irán, Siria y los anfitriones de los Emiratos Árabes Unidos. Después de perder su primer partido el 4 de octubre contra Irán 8:1, Líbano ganó 1:0 gracias a un gol de Ghinwa Saleh contra Siria. En su último partido, contra los Emiratos Árabes Unidos, Líbano perdió 5:0 y fue eliminado de la competición.
Dirigido por Farid Nujaim, Líbano participó en la campaña de clasificación para la Copa Asiática femenina de la AFC de 2014. Este sería su primer torneo de clasificación oficial, ocho años después de su inicio. Fueron dibujados con Jordania, Uzbekistán y Kuwait en su grupo. En su primer partido, perdieron 5:0 contra Jordania antes de ser derrotados por Uzbekistán 4:0. Ya eliminado, Líbano venció a Kuwait 12:1 en una consoladora victoria, terminando su campaña de clasificación con tres puntos.
Entrenado por Wael Gharzeddine, Líbano compitió en el Campeonato Femenino de la WAFF 2019. Comenzaron su campaña el 7 de enero con una leve derrota por 3:2 ante el anfitrión Baréin; en el minuto 57, Hanin Tamim le dio al Líbano la ventaja, pero el equipo contrario anotó tres goles en 12 minutos. El gol de consolación tardío de Dima Al Kasti no fue suficiente para la remontada. En su segundo partido, jugado dos días después, los goles de Líbano en cada tiempo, el primero de Rana Al Mokdad, el segundo de Samira Awad, aseguraron una victoria por 2:0 sobre los Emiratos Árabes Unidos. El 11 de enero, el Líbano sufrió una derrota por 3:1 ante Jordania; Tras conceder dos goles en los primeros 12 minutos y un tercero en el 56, Hanin Tamim marcó un gol para finalizar el partido. Después de un descanso de cuatro días, Líbano jugó su último partido contra Palestina. Tres goles en la primera mitad, anotados por Hanin Tamim, quien anotó su tercer gol del torneo, Aya Jurdi y Samira Awad le dieron al Líbano los tres puntos, terminando en tercer lugar.
Líbano empató con Egipto, Túnez y Sudán en la Copa Árabe Femenina 2021. Tras un empate 0:0 ante Túnez, el primero en su historia, Líbano perdió 4:0 ante el anfitrión Egipto. En su último partido de la fase de grupos, el Líbano venció a Sudán por 5:1 gracias a los dobletes de Dima Al Kasti y Syntia Salha, y un gol de Christy Maalouf.

## Estadísticas

### Copa Mundial Femenina de Fútbol
| Edición | Resultado               | Posición                | PJ                      | PG                      | PE                      | PP                      | GF                      | GC                      |
| ------- | ----------------------- | ----------------------- | ----------------------- | ----------------------- | ----------------------- | ----------------------- | ----------------------- | ----------------------- |
| 1991    | No existía la selección | No existía la selección | No existía la selección | No existía la selección | No existía la selección | No existía la selección | No existía la selección | No existía la selección |
| 1995    | No existía la selección | No existía la selección | No existía la selección | No existía la selección | No existía la selección | No existía la selección | No existía la selección | No existía la selección |
| 1999    | No existía la selección | No existía la selección | No existía la selección | No existía la selección | No existía la selección | No existía la selección | No existía la selección | No existía la selección |
| 2003    | No existía la selección | No existía la selección | No existía la selección | No existía la selección | No existía la selección | No existía la selección | No existía la selección | No existía la selección |
| 2007    | No participó            | No participó            | No participó            | No participó            | No participó            | No participó            | No participó            | No participó            |
| 2011    | No participó            | No participó            | No participó            | No participó            | No participó            | No participó            | No participó            | No participó            |
| 2015    | No clasificó            | No clasificó            | No clasificó            | No clasificó            | No clasificó            | No clasificó            | No clasificó            | No clasificó            |
| 2019    | No participó            | No participó            | No participó            | No participó            | No participó            | No participó            | No participó            | No participó            |
| 2023    | No clasificó            | No clasificó            | No clasificó            | No clasificó            | No clasificó            | No clasificó            | No clasificó            | No clasificó            |
| 2027    | Por disputarse          | Por disputarse          | Por disputarse          | Por disputarse          | Por disputarse          | Por disputarse          | Por disputarse          | Por disputarse          |
| Total   | 0/9                     | -                       | -                       | -                       | -                       | -                       | -                       | -                       |

### Copa Asiática Femenina de la AFC
| Edición | Resultado               | Posición                | PJ                      | PG                      | PE                      | PP                      | GF                      | GC                      |
| ------- | ----------------------- | ----------------------- | ----------------------- | ----------------------- | ----------------------- | ----------------------- | ----------------------- | ----------------------- |
| 1975    | No existía la selección | No existía la selección | No existía la selección | No existía la selección | No existía la selección | No existía la selección | No existía la selección | No existía la selección |
| 1977    | No existía la selección | No existía la selección | No existía la selección | No existía la selección | No existía la selección | No existía la selección | No existía la selección | No existía la selección |
| 1979    | No existía la selección | No existía la selección | No existía la selección | No existía la selección | No existía la selección | No existía la selección | No existía la selección | No existía la selección |
| 1981    | No existía la selección | No existía la selección | No existía la selección | No existía la selección | No existía la selección | No existía la selección | No existía la selección | No existía la selección |
| 1983    | No existía la selección | No existía la selección | No existía la selección | No existía la selección | No existía la selección | No existía la selección | No existía la selección | No existía la selección |
| 1986    | No existía la selección | No existía la selección | No existía la selección | No existía la selección | No existía la selección | No existía la selección | No existía la selección | No existía la selección |
| 1989    | No existía la selección | No existía la selección | No existía la selección | No existía la selección | No existía la selección | No existía la selección | No existía la selección | No existía la selección |
| 1991    | No existía la selección | No existía la selección | No existía la selección | No existía la selección | No existía la selección | No existía la selección | No existía la selección | No existía la selección |
| 1993    | No existía la selección | No existía la selección | No existía la selección | No existía la selección | No existía la selección | No existía la selección | No existía la selección | No existía la selección |
| 1995    | No existía la selección | No existía la selección | No existía la selección | No existía la selección | No existía la selección | No existía la selección | No existía la selección | No existía la selección |
| 1997    | No existía la selección | No existía la selección | No existía la selección | No existía la selección | No existía la selección | No existía la selección | No existía la selección | No existía la selección |
| 1999    | No existía la selección | No existía la selección | No existía la selección | No existía la selección | No existía la selección | No existía la selección | No existía la selección | No existía la selección |
| 2001    | No existía la selección | No existía la selección | No existía la selección | No existía la selección | No existía la selección | No existía la selección | No existía la selección | No existía la selección |
| 2003    | No existía la selección | No existía la selección | No existía la selección | No existía la selección | No existía la selección | No existía la selección | No existía la selección | No existía la selección |
| 2006    | No existía la selección | No existía la selección | No existía la selección | No existía la selección | No existía la selección | No existía la selección | No existía la selección | No existía la selección |
| 2008    | No participó            | No participó            | No participó            | No participó            | No participó            | No participó            | No participó            | No participó            |
| 2010    | No participó            | No participó            | No participó            | No participó            | No participó            | No participó            | No participó            | No participó            |
| 2014    | No clasificó            | No clasificó            | No clasificó            | No clasificó            | No clasificó            | No clasificó            | No clasificó            | No clasificó            |
| 2018    | No participó            | No participó            | No participó            | No participó            | No participó            | No participó            | No participó            | No participó            |
| 2022    | No clasificó            | No clasificó            | No clasificó            | No clasificó            | No clasificó            | No clasificó            | No clasificó            | No clasificó            |
| Total   | 0/20                    | -                       | -                       | -                       | -                       | -                       | -                       | -                       |

### Campeonato Femenino de la WAFF
| Edición | Resultado      | Posición     | PJ           | PG           | PE           | PP           | GF           | GC           |
| ------- | -------------- | ------------ | ------------ | ------------ | ------------ | ------------ | ------------ | ------------ |
| 2005    | No participó   | No participó | No participó | No participó | No participó | No participó | No participó | No participó |
| 2007    | Tercer lugar   | 3.º          | 3            | 1            | 0            | 2            | 7            | 6            |
| 2010    | No participó   | No participó | No participó | No participó | No participó | No participó | No participó | No participó |
| 2011    | Fase de grupos | 6.º          | 3            | 1            | 0            | 2            | 2            | 13           |
| 2014    | No participó   | No participó | No participó | No participó | No participó | No participó | No participó | No participó |
| 2019    | Tercer lugar   | 3.º          | 4            | 2            | 0            | 2            | 8            | 6            |
| 2022    | Subcampeón     | 2.º          | 3            | 2            | 0            | 1            | 9            | 4            |
| 2024    | Semifinal      | 3.º          | 4            | 2            | 0            | 2            | 8            | 9            |
| Total   | 5/8            | 5.º          | 17           | 8            | 0            | 9            | 34           | 38           |

## Últimos y próximos encuentros
Actualizado al último partido jugado el 27 de febrero de 2024
| Fecha      | Ciudad  | Local  | Resultado | Visitante      | Competición                   |
| ---------- | ------- | ------ | --------- | -------------- | ----------------------------- |
| 13-04-2024 | Jounie  | Líbano | 1:0       | Siria          | Partido amistoso              |
| 15-04-2024 | Tripoli | Líbano | 3:1       | Siria          | Partido amistoso              |
| 20-02-2024 | Jeddah  | Guam   | 3:4       | Líbano         | Campeonato Femenino WAFF 2024 |
| 22-02-2024 | Jeddah  | Líbano | 3:2       | Arabia Saudita | Campeonato Femenino WAFF 2024 |
| 24-02-2024 | Jeddah  | Líbano | 0:2       | Jordania       | Campeonato Femenino WAFF 2024 |
| 27-02-2024 | Jeddah  | Nepal  | 2:1       | Líbano         | Campeonato Femenino WAFF 2024 |

## Seleccionadores
- Vatche Sarkissian (2006-2010)
- Izzat Al Turk (2011)
- Farid Njeim (2013)
- Hiba El Jaafil (2015)
- Wael Gharzeddine (2017-2022)
- Hagop Demirjian (2022-2023)
- Jouana Hamze (2023-2024)
- Wael Gharzeddine (desde 2024)

## Jugadoras

### Última convocatoria
Última convocatoria de febrero de 2025.
| Dorsal | Jugadora         | Posición       | Edad    | Partidos | Goles | Club                |
| ------ | ---------------- | -------------- | ------- | -------- | ----- | ------------------- |
| 1      | Clara Khalil     | Guardameta     | 21 años | 3        | 0     | Jounieh FA          |
| 22     | Nour Hammoudy    | Guardameta     | 18 años | 0        | 0     | Beirut FA           |
| 23     | Marcelle Skaiki  | Guardameta     | 18 años | 2        | 0     | No Limits FA        |
| 2      | Julie Atallah    | Defensa        | 19 años | 14       | 0     | FCPSL               |
| 3      | Dima Al Kasti    | Defensa        | 23 años | 25       | 4     | No Limits FA        |
| 4      | Tiana Jaber      | Defensa        | 25 años | 2        | 0     | Wellington Phoenix  |
| 5      | Waed Raed        | Defensa        | 18 años | 23       | 1     | ÓBerytus            |
| 16     | Farah El Tayar   | Defensa        | 21 años | 7        | 1     | FIU Panthers        |
| 18     | Karly Harfouche  | Defensa        | 20 años | 6        | 0     | Bethel Pilots       |
| 21     | Ayana Rezkallah  | Defensa        | 17 años | 5        | 0     | Eleven Football Pro |
| 6      | Nathalie Matar   | Centrocampista | 29 años | 29       | 0     | US Saint-Omer       |
| 8      | Anabelle Ghabach | Centrocampista | 19 años | 3        | 0     | APIA Leichhardt     |
| 11     | Syntia Salha     | Centrocampista | 22 años | 29       | 7     | Lakatamia FC        |
| 12     | Mya Mehanna      | Centrocampista | 18 años | 3        | 1     | Bulls FC Academy    |
| 15     | Paula Karam      | Centrocampista | 17 años | 3        | 0     | Jounieh FA          |
| 17     | Tatianna Kanaan  | Centrocampista | 18 años | 2        | 0     | Salam Zgharta FC    |
| 20     | Zahwa Arabi      | Centrocampista | 19 años | 21       | 2     | Sin club            |
| 7      | Pilar Khoury     | Delantero      | 30 años | 10       | 3     | Racing Estrasburgo  |
| 9      | Lili Iskandar    | Delantero      | 23 años | 27       | 13    | Al-Ittihad          |
| 10     | Christy Maalouf  | Delantero      | 19 años | 23       | 11    | VGA Saint-Maur      |
| 14     | Leah El Hajj Ali | Delantero      | 17 años | 5        | 0     | Beirut FA           |
| 19     | Sherin Hasno     | Delantero      | 18 años | 2        | 0     | HB Køge sub-19      |
| –      | Wael Gharzeddine | Entrenador     | 43 años | –        | –     | –                   |